# Egesina javanica
Egesina javanica är en skalbaggsart som beskrevs av Stefan von Breuning 1961. Egesina javanica ingår i släktet Egesina och familjen långhorningar. Inga underarter finns listade i Catalogue of Life.